# 彭德 (1952年)
利地頓的彭德男爵 PC（1952年3月12日—）是英國工黨政治人物，1997年至2010年期間擔任英國下議院基爾馬諾克和勞登選區的議員。彭德曾供職托尼·布莱尔和戈登·布朗的內閣，直至2008年才離開。

## 早年生活
彭德生於蘇格蘭北艾尔郡的基爾溫寧，早年生活在史提芬士頓，就讀基爾溫寧的天主教聖米高學院，及後入讀格拉斯哥大學修讀蘇格蘭法律制度法学硕士。

## 法律生涯
1974年，彭德加入詹士金寶律師行擔任事務律師學徒，開始他的法律生涯。1976年，他獲授予律師資格後成為助理律師，四年後晉身律師行合夥人。1985年成為麥高斯基彭德律師行合夥人；1988年至1992年期間為蘇格蘭律師會理事會成員。1993年起為辯護律師並加入辯護律師會，專攻兒童法，同年加入蘇格蘭大律師公會，直至1997年退出。

## 國會生涯
1992年，彭德首次挑戰國會議席，但最終在阿蓋爾及比特排第四而落敗。1997年，彭德替工黨出戰穩勝議席－基爾馬諾克和勞登，接替退休的威廉·麦凯尔维，最終以7,256票之優勢勝出。
彭德當選後加入北愛爾蘭事務專責委員會，1998年擔任蘇格蘭事務大臣狄華仁的國會私人秘書。翌年，狄相退出內閣競逐蘇格蘭首席部長，彭德繼而成為新任蘇格蘭大臣韋俊安的秘書。2000年成為北愛爾蘭國務大臣國會私人秘書。

### 政府大臣

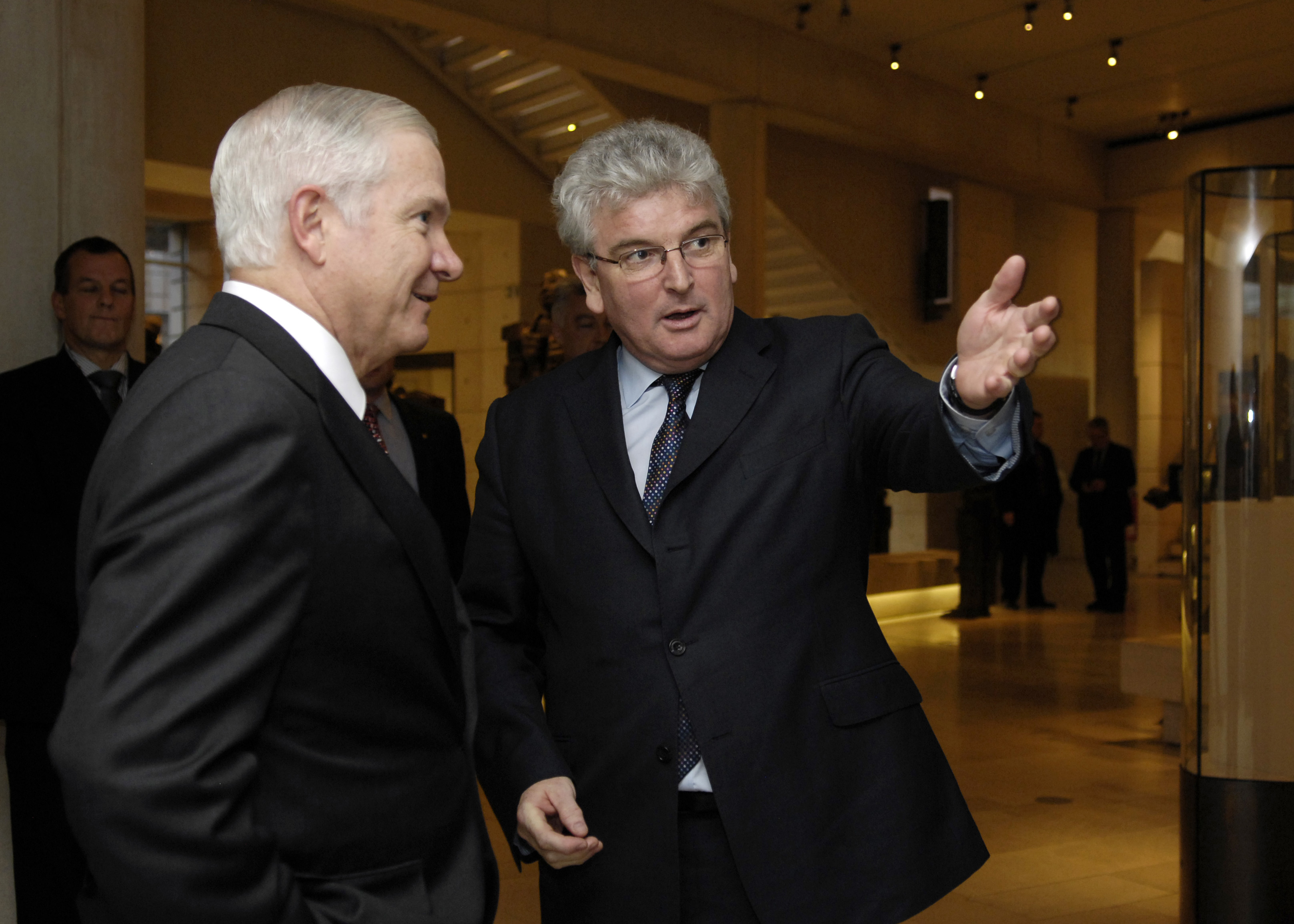
2007年12月，彭德在愛丁堡與時任美國國防部長罗伯特·盖茨見面

2001年英國大選後，彭德加入托尼·布莱尔的內閣，擔任北愛爾蘭國務大臣的國會私人秘書，2003年晉身就業及退休保障國務大臣，2004年改到內政部負責移民等的事務。2005年大選後就任財政部首席秘書，因而加入樞密院。
2006年5月5日，彭德晉升為國防大臣。他被視為時任財政大臣戈登·布朗的支持者，因而在對方於2007年6月拜相後獲任命兼任蘇格蘭事務大臣。2008年5月20日，彭德與另外兩名天主教閣僚簡樂芙和馬偉輝支持將墮胎上限由24星期減至12星期。同年10月的內閣改組後回歸後座。翌年11月27日宣布不再尋求連任。

## 議員後生涯
2010年1月25日，他在伊拉克戰爭調查中作供。同年7月22日成為終身貴族，爵位為利地頓的彭德男爵，封邑位於阿倫島艾爾郡。
卸任議員後的彭德是多個組織的召集人，包括「多方核裁和核不擴散歐洲領導網絡」和「高層小組」。他也是無核運動的聯署者。

### 斯里蘭卡任命爭議
2009年2月，彭德獲時任總理白高敦委任為英國駐斯里蘭卡特別外交官，但马欣达·拉贾帕克萨拒絕英方的單方面任命，指出英廷事前未有與斯里蘭卡政府商討。

### 谴责中国政府
2020年9月8日在工党希柏恩·麦克唐纳的协调下，与包括英国保守党外交事务委员会主席托马斯·图根达特、自由民主党领袖爱德·戴维，以及英国绿党、苏格兰民族党和威尔士党在内的130多名议员给中国驻英大使刘晓明写信，联名谴责中国政府针对新疆维吾尔穆斯林的行为。

## 外部連結
- 彭德的議員網站 （页面存档备份，存于）
- Hansard 1803–2005: Des Browne在國會中的貢獻
- 國防部官方網站 （页面存档备份，存于）
- 2006年11月有關伊拉克的演說 （页面存档备份，存于）
- 2006年9月有關阿富汗的演說 （页面存档备份，存于）
- 2007年1月有關英國核威懾的演說 （页面存档备份，存于）
- Guardian Unlimited Politics - Ask Aristotle：彭德議員 （页面存档备份，存于）
- TheyWorkForYou.com：彭德議員 （页面存档备份，存于）
- 2009年1月20日有關總統奧巴馬就職的《每日紀事報》報導 （页面存档备份，存于）
- Global Zero
- Des Browne at Global Zero

| 大不列颠及北爱尔兰联合王国国会 | 大不列颠及北爱尔兰联合王国国会                 | 大不列颠及北爱尔兰联合王国国会                      |
| ------------------------------ | ---------------------------------------------- | --------------------------------------------------- |
| 前任者： 威廉·麦凯尔维         | 英國下議院 基爾馬諾克和勞登議員 1997年－2010年 | 繼任者： 凯茜·贾米森                                |
| 官衔                           |                                                |                                                     |
| 前任者： 贝弗利·休斯           | 移民、公民及反恐國務大臣 2004年－2005年        | 繼任者： 托尼·麦克纳尔蒂 為移民、公民及國籍國務大臣 |
| 前任者： 保罗·博阿滕           | 財政部首席秘書 2005年－2006年                  | 繼任者： 斯蒂芬·蒂姆斯                              |
| 前任者： 韋俊安                | 國防大臣 2006年－2008年                        | 繼任者： 保罗·博阿滕                                |
| 前任者： 道格拉斯·亞歷山大     | 蘇格蘭事務大臣 2007年－2008年                  | 繼任者： 吉姆·默菲                                  |